# Gare de Milton
La gare de Milton est une gare ferroviaire située sur Main Street East au centre-ville de Milton en Ontario. Elle est desservie par des trains de banlieue de la ligne Milton et des autobus régionaux de GO Transit, ainsi que des autobus locaux de Milton Transit.

## Situation ferroviaire
La gare de Milton est située à la borne 31,2 milles (50,2 km) de la subdivision Galt du Canadien Pacifique (CP). En direction ouest, la subdivision continue son chemin jusqu'à London, où la subdivision Galt devient la subdivision Windsor vers Windsor. En direction est, la subdivision traverse brièvement la ville de Halton Hills, avant de s'approcher à la gare de Lisgar dans le nord-ouest de Mississauga.

## Histoire

### Credit Valley Railway
Le Credit Valley Railway a été construit entre 1877 et 1879. L'entreprise ferroviaire a été affrétée en février 1871 afin de construire une nouvelle ligne ferroviaire reliant Toronto et Orangeville via Streetsville, maintenant un quartier de Mississauga. Le principal bailleur de fonds du projet était George Laidlaw, un homme d'affaires qui a favorisé le développement des chemins de fer à voie étroite à Toronto. Le contrat d'affrètement a ensuite été modifié au cours des années suivantes pour prolonger la ligne principale vers Saint-Thomas afin de se connecter au Canada Southern Railway.
La gare de Milton a été construite en 1879 par le Credit Valley Railway dans le cadre de sa ligne principale entre Toronto et Saint-Thomas. En 1883, le CVR a été acquis par le Canadien Pacifique qui a remplacé la gare par une nouvelle en 1914. L'ancienne gare a été déplacée et convertie en résidence privée et est toujours utilisée comme telle aujourd'hui. La nouvelle gare a été utilisée par le CP jusqu'aux années 1970, lorsque l'achalandage a fortement diminué. La gare a été démolie peu de temps après.

### GO Transit
La gare de GO Transit a ouvert ses portes le 25 octobre 1981, lorsque la ligne Milton est devenu la quatrième ligne du réseau de trains de banlieue de GO Transit, après les lignes Lakeshore, Georgetown (maintenant Kitchener) et Richmond Hill.
La ligne Milton a été mise en service avec trois allers-retours du lundi au vendredi. Le service s'est avéré suffisamment populaire pour que, le 9 juillet 1989, GO ait ajouté deux autres trajets en semaine.
Alors que la croissance des banlieues se poursuivait vers le nord et l'ouest, GO Transit a continué à ajouter des trajets de trains. Un sixième train de la ligne a été ajouté en 2002, suivi d'un septième train en juin 2009, et d'un huitième en juin 2012. En janvier 2015, un neuvième train est ajouté sur la ligne, suivi d'un dixième train en septembre 2016. En 2020, Metrolinx a publié un plan stratégique qui prévoyait l'expansion du service à toutes les 15 minutes ou mieux aux heures de pointe entre Meadowvale et Union (avec un service en contre-pointe toutes les 30 minutes) et un service toutes les demi-heures hors pointe vers Meadowvale, avec des bus correspondants vers Milton.
Alors que l'agence provinciale aimerait offrir à nouveau un service de mi-journée bidirectionnel sur la ligne, améliorer le service vers Mississauga et possiblement augmenter le service de métro, les négociations avec le CP se sont avérées frustrantes. Contrairement au CN, la subdivision Galt du CP entre Mississauga et Toronto est sa seule ligne principale entre Toronto, London et Windsor. Il n'existe aucune voie de contournement vers laquelle le trafic de marchandises du CP peut se détourner. GO Transit a dû dépenser des sommes considérables pour ajouter des voies afin d'obtenir le service dont il dispose actuellement, et bonifier le service à toute la journée serait coûteux pour l'agence provinciale.

### Prolongement vers Cambridge
La ville de Cambridge, ainsi que la région de Waterloo avaient demandé Metrolinx de prolonger la ligne Milton vers Cambridge. Le service dans la région de Waterloo s'est avéré populaire depuis que GO Transit a débuté le service d'autobus vers Cambridge, Kitchener et Waterloo en octobre 2009. Grâce au fort achalandage, des autobus à deux étages sillonnent maintenant la route entre Waterloo et Mississauga. À cette époque, la région de Waterloo a présenté une demande indiquant que les trajets en train vers Water Street au centre-ville de Cambridge (avec des arrêts intermédiaires sur Guelph Line à Campbellville, l'autoroute 6 au sud de Guelph et Franklin Avenue à l'est de Cambridge) étaient réalisables, mais que le coût d'un tel prolongement était de 110 millions de dollars, avec au moins 28,5 kilomètres de nouvelles voies nécessaires pour augmenter suffisamment la capacité de la ligne ferroviaire pour surmonter les objections du Canadien Pacifique. Entre-temps, le gouvernement ontarien n'a versé que 18 millions de dollars pour construire une gare de triage à deux voies et prolonger deux trains de Georgetown jusqu'à la ville de Kitchener.
Dans les budgets provinciaux autour des élections de 2014, le gouvernement ontarien s'est fortement concentré sur la bonification du service régulier dans les deux directions, sept jours sur sept, entre Toronto et Kitchener, au grand dam du maire de Cambridge, Doug Craig, qui a soutenu que les trains directs entre Cambridge et la gare Union de Toronto sont plus rapides et un choix plus attrayant aux automobilistes de l'autoroute 401. Cependant, l'agence de transport provinciale reste réticente à un tel prolongement, en raison de la résistance que le Canadien Pacifique continue d'opposer au prolongement de la ligne Milton. Deux allers-retours pourraient être ajoutés à Cambridge dans un proche avenir à un coût minime, mais la bonification complète du service vers Milton et Cambridge pourrait nécessiter plus de ressources que l'agence a à sa disposition, d'autant plus que les ressources ont été plus facilement dépensées pour moderniser les anciennes voies du Canadien National à Kitchener.

## Service des voyageurs

### Accueil
La billetterie de GO Transit est ouverte en semaine de 5 h 45 à 8 h 45, fermée les fins de semaine et jours fériés. L'ambassadeur de la gare GO peut aider les clients à configurer un type de tarif ou à définir un trajet par défaut sur la carte Presto. Les clients disposent également d'options en libre-service, notamment l'achat d'un billet papier dans un distributeur automatique de billets, le chargement d'une carte Presto dans un distributeur automatique de billets compatible avec Presto, l'achat d'un billet électronique avec leur téléphone intelligent et le paiement au valideur avec une carte de crédit sans contact ou une carte Presto.
La gare est équipée d'une salle d'attente, des toilettes, de Wi-Fi, d'un téléphone payant, du stationnement incitatif, et d'une boucle de bus. Le stationnement incitatif est équipé des places de stationnement réservées, d'une aire de covoiturage, et d'un débarcadère. La boucle de bus accueille les autobus de GO Transit et de Milton Transit.
L'ensemble de la gare est accessible aux fauteuils roulants.

### Desserte
La gare dessert les trains de la ligne Milton aux heures de pointe. 8 trains en direction d'Union s'arrêtent à la gare les matins de semaine, et 8 trains en direction de Milton s'arrêtent les soirs de semaine. Aucun train ne dessert la gare hors pointe et en fin de semaine. GO Transit exploite les navettes entre la gare de Milton, le stationnement incitatif à l'angle de Trafalgar Road et l'autoroute 407, le collège Sheridan, et la gare d'Oakville hors pointe, en fonction des horaires du train Lakeshore West.

### Intermodalité

#### GO Transit
La ligne 21 relie la gare de Milton, le stationnement incitatif à l'angle de Trafalgar Road et l'autoroute 407, le collège Sheridan, et la gare d'Oakville hors pointe, en fonction des horaires du train Lakeshore West. La ligne 27 relie la gare de Milton et le terminus Finch à North York. Les deux lignes desservent la gare 7 jours sur 7.

#### Milton Transit
Tous les autobus de Milton Transit desservent la gare du lundi au samedi. La correspondance est gratuite entre les trains ou les autobus de GO Transit, et les autobus de Milton Transit, sur la présentation d'une carte Presto au chauffeur. Les autobus de Milton Transit ne sont pas équipés de valideurs de la carte Presto. Aucun service n'est offert le dimanche et les jours fériés.
- 2 Main
- 3 Trudeau
- 4 Thompson / Clark
- 5 Yates
- 6 Scott
- 7 Harrison
- 8 Willmott
- 9 Ontario South
- 21 Steeles (à partir du 6 septembre 2022)

Les autobus sur demande « Milton Transit OnDemand » desservent le parc industriel de l'Autoroute 401, ainsi que le Parc-o-bus Autoroute 401 / route régionale 25. Les passagers peuvent réserver un bus sur l'application Milton Transit OnDemand, sur le site web de Milton Transit, et par téléphone (1-905-875-5417). Pour tenir compte du temps de trajet en bus, le temps de trajet doit être au moins 15 minutes après le début de la journée de service, et au plus tard 40 minutes avant la fin de la journée de service.